# نقض حقوق دین‌ناباوران و نوکیشان در جمهوری اسلامی ایران
در این نوشتار، نقض حقوق انسان‌های فرادینی (دین‌ناباور)، نوکیش (گرَوندگان به دین دیگر) یا صرفاً متهم‌شده به نقد یا اهانت به دین به دست نظام جمهوری اسلامی ایران مورد بررسی قرار گرفته‌است.
تا کنون افراد بسیاری در ایران به‌دلیل دین‌ناباور بودن، نوکیش (مرتد) شدن یا صرفاً به دلیل متهم شدن به نقد یا توهین به دین، به زندان رفته، شکنجه شده یا اعدام شده‌اند.

## دین‌ناباوران و نوکیشان دین‌ناباور
«خمینی را در آینده، خون‌ریز، سفاک و فتاک، لقب خواهند داد.»
حسینعلی منتظری.

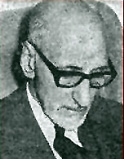
علی دشتی به دلیل انتشار کتاب ۲۳ سال، شکنجه و به اعدام، محکوم شد.

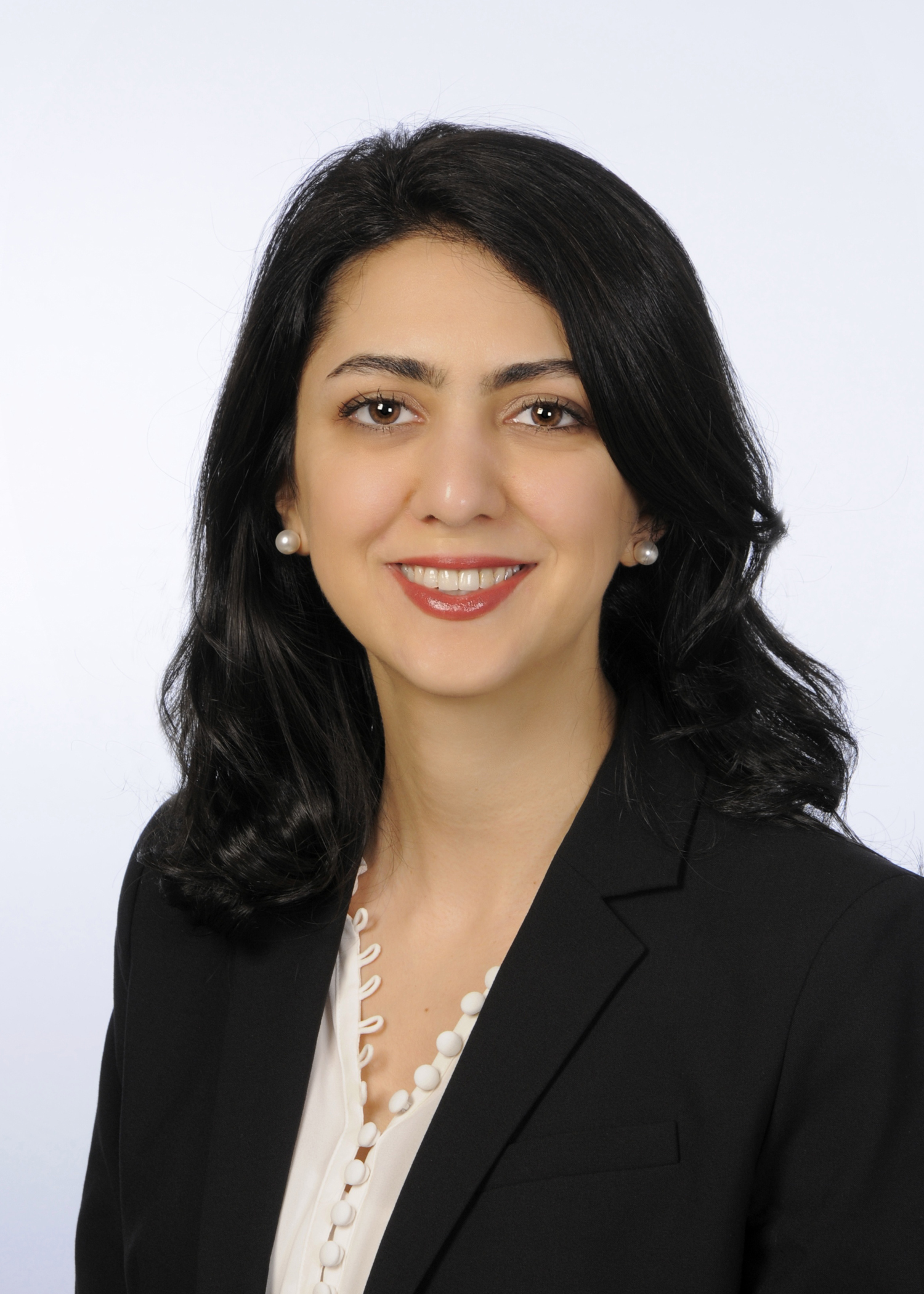
حبیب‌الله آشوری به اتهام ارتداد و مخالفت با حکومت، توسط حکومت جمهوری اسلامی، اعدام شد.

حسین سودمند نوکیش مسیحی‌ای که در زندان مشهد، به اتهام ارتداد، اعدام شد.

قربان دردی تورانی به دلیل گرویدن به مسیحیت، توسط حکومت جمهوری اسلامی، کشته شد.

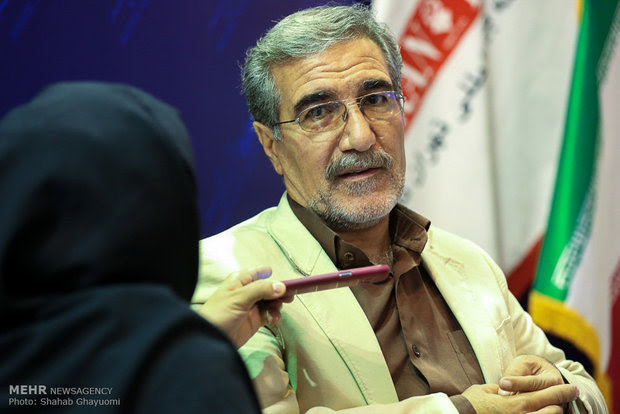
مهدی دیباج به دلیل گرویدن به مسیحیت، به دست برخی از مأموران جمهوری اسلامی، کشته شد.

در نظام جمهوری اسلامی ایران، انسانهای دین‌ناباور یا فرادینی (اعم از: خداناباوران، دادارباوران، ندانم‌گرایان...) و نوکیشان اسلام‌ناباور (همهٔ مسلمانانی که به کیشِ دیگری بگروند)، همانند بهائیان، یارسانی‌ها، شیطان‌پرستان، مندائیان، سیک‌های ایران و رائلیان... ، هیچ گونه حقوق شهروندی، قانونی و انسانی‌ای ندارند و به‌شدت، سرکوب (اعدام یا زندانی…) می‌شوند.
انسان‌های خداناباور (آتئیست) به خدا و زندگی پس از مرگ، اعتقاد ندارند؛ آن‌ها با آزار رساندن به دیگران موافق نبوده و در عین حال، اصراری هم به رساندن خیر به دیگران ندارند. آنان اگر باورشان را آشکار کنند، با کیفر مرگ (اعدام)، روبه‌رو می‌شوند.

### شیطان‌پرستان
مقاله اصلی: نقض حقوق شیطان‌پرستان
در ایران، کیفر شیطان‌پرستان، اعدام است؛ همچنین هرگونه آسیب و آزار رساندن به آن‌ها نیز از دید قوه قضاییه، مُجاز است. قاضی صفر خاکی، دادیار دادسرای جنایی تهران در پاسخ به این سؤال که آیا قانون کشور ایران در رابطه با شیطان‌پرستان چه می‌گوید؟ گفت که از نظر قانونی هر نوع خروج از اسلام و مقابله با خداوند، ارتداد به‌شمار می‌رود و اگر از نوع فطری باشد یعنی که خودش مسلمان یا از والدین مسلمان باشد حکمش اعدام است.

## نقض حقوق دین‌ناباوران و نوکیشان دین‌ناباور

### اعدام، ترور و ناپدید شدن

##### قتل‌عام دگراندیشان در سال ۱۳۶۷
«از پاسدارها هم شنیدم که می‌گفتند یک کاری می‌کنیم که این‌ها (کمونیست‌ها) یا نماز بخوانند یا بمیرند.» (گفتار یکی از زندانیان عقیدتی-سیاسی دربارهٔ قتل‌عام زندانیان اسلام‌ناباور)

«به این نتیجه رسیدیم که بالآخره بعد [از] سه روز مقاومت، ما را می‌کشند؛ پس، بهتر است [که] صبح، بگوییم ما مسلمان نیستیم تا هر چه زودتر خلاص شویم. صبح که ناصریان (محمد مقیسه) آمد، گفتیم ما مسلمان نیستیم. گفت غلط کردید که نیستید؛ اول [به دلیل نماز نخواندن] حسابی [شلاق] بخورید، بعد بمیرید.» (خاطرهٔ یکی از بازماندگان قتل‌عام ۶۷ دربارهٔ شکنجه به دست یکی از حوزویان بازجو)

###### موج دوم اعدام‌های گروهی (اعدام اسلام‌ناباوران)
در جریان قتل‌عام سال ۱۳۶۷، موج دوم اعدام‌ها یعنی اعدام زندانیان اسلام‌ناباور نیز انجام شد.
قتل‌عام زندانیان عقیدتی و سیاسی (چه آنانی که حکمشان پایان یافته بود یا نیافته بود)، از مدت‌ها پیش (از عملیات فروغ جاویدان/مرصاد)، برنامه‌ریزی شده بود؛
به فرمان سید روح‌الله خمینی و توسط اعضای هیئت مرگ انجام شد. افزون بر اینکه زندانیانِ قتل‌عام شده در قتل‌عام سال ۶۷، فقط جزو سازمان مجاهدین خلق ایران نبودند؛ بلکه از گروه‌های چپ و دین‌ناباور (کمونیست...) هم بودند.
به گواهی یکی از جان‌به‌دربردگان قتل‌عام ۱۳۶۷، یکی از زندانیان (عقیدتی-سیاسی) به نام حسین طالقانی به دلیل اینکه به پرسش «آیا مسلمان هستی؟» پاسخ منفی داد اعدام شد.

#### ترور گروهی نویسندگان و شاعران و روزنامه‌نگاران دگراندیش
نظام جمهوری اسلامی ایران به ترور (البته ناموفق) هم‌زمان و گروهی ۲۱ نویسنده، شاعر و روزنامه‌نگار در ماجرای اتوبوس ارمنستان اقدام کرد.

#### کشتار دین‌ناباوران در جریان قتل‌های زنجیره‌ای
1. پیروز دوانی، نویسنده، روزنامه‌نگار، پژوهشگر، مترجم، تحلیل‌گر و فعال سیاسی مارکسیست ایرانی، و بنیانگذار، دبیر و سخنگوی «اتحاد برای دموکراسی در ایران» بود.[۳۴]
2. محمدجعفر پوینده، مترجم، نویسنده و جامعه‌شناس ایرانی بود که در جریان ترورهای موسوم به قتل‌های زنجیره‌ای برخی از عوامل وزارت اطلاعات کشته شد. پوینده از فعال‌ترین اعضای کانون نویسندگان ایران بود. وی تا پیش از مرگ در دفتر پژوهش‌های فرهنگی مشغول به کار بود.[۳۵]
3. محمد مختاری، شاعر، نویسنده، مترجم و منتقد چپگرا و از فعالان کانون نویسندگان ایران بود که در جریان قتل‌های زنجیره‌ای، به دست عوامل امنیتی حکومت جمهوری اسلامی، کشته شد.[۳۶]
4. فرج سرکوهی یکی از اعضای کانون نویسندگان ایران است که در ماجرای اتوبوس ارمنستان در سال ۱۳۷۵ و در جریان قتل‌های زنجیره‌ای در فهرست چهره‌های فرهنگی اعزامی بود که قرار بود در اتوبوس، توسط دولت جمهوری اسلامی، به منظور قتل، به ته دره، فرستاده شوند.[۳۷][۳۸]

#### ترورهای برون‌مرزی
1. فریدون فرخزاد (برادر فروغ فرخزاد)، شاعر، تهیه‌کننده، کارگردان، مجری تلویزیونی و رادیویی، «نامی‌ترین شومَن ایران»، خواننده، ترانه‌سرا، آهنگساز، بازیگر و فعال سیاسی ایرانی مخالف حکومت جمهوری اسلامی بود که به دست برخی از عوامل امنیتی حکومت جمهوری اسلامی، سلاخی و کشته شد.[۳۹] او برادر فروغ فرخزاد (شاعر) بود.
2. فرود فولادوند، هنرمند، مجری، منتقد اسلام و کنشگر سیاسی، به دست برخی از عوامل امنیتی جمهوری اسلامی در بیرون از ایران، ربوده و ناپدید شد.[۴۰][۴۱][۴۲]
3. ارسلان رضایی؛ مدیر برخی از کانال‌های نقد اسلام و حکومت جمهوری اسلامی که در آذر ۱۳۹۹ و در ترکیه با ضربه‌های چاقو دو نفر ترور شد؛[۴۳][۴۴] ولی زنده ماند.
4. ترور ناموفق احمد سلمان رشدی و نیز ترور موفق برخی از مترجمان و ناشران کتابش:

1. سلمان رشدی نویسنده بریتانیایی هندی‌تبار به اتهام توهین به مقدسات اسلامی از سوی سید روح‌الله خمینی به مرگ، محکوم شد که بعدها توسط سید علی خامنه‌ای، مورد تأکید قرار گرفت.
2. در ۱۹۹۱ میلادی، هیتوشی ایگاراشی، مترجم کتاب آیات شیطانی به ژاپنی، در تسوکوبا، ایباراکی و در دانشگاهی که تدریس می‌کرد، به دست اسلام‌گرایان تروریست، کشته شد.
3. همچنین مترجم ایتالیایی کتاب در میلان، مورد ضرب و شتم و ضربات چاقو قرار گرفت.
4. در ۱۹۹۳، ویلیام نیگارد، ناشر نروژی کتاب، به ضرب گلوله، کشته شد.
5. ۳۷ تن از کسانی که برای سخنرانی مترجم بخش‌هایی از کتاب به ترکی یعنی عزیز نسین، طنزپرداز شناخته‌شده، گرد آمده بودند، در هتل محل تجمع در سیواس ترکیه به آتش کشیده شده و جان باختند.
6. همچنین یکی از اعضای تروریست حزب‌الله لبنان برای کشتن سلمان رشدی اقدام کرد؛ ولی خودش در هنگام بمب‌گذاری در یک هتل در پدینگتون مرکز لندن به دلیل نابهِنگام عمل کردن بمب کشته شد.

#### موارد دیگر
1. علیرضا شیرمحمدعلی، (زادهٔ ۱۳۷۷؛ درگذشتهٔ ۲۰ خرداد ۱۳۹۸)، زندانی عقیدتی سیاسی ایرانی بود که در شامگاه ۲۰ خرداد ۱۳۹۸ و در زندان تهران بزرگ (فشافویه)، هدف حمله دو تن از زندانیان بزهکار، قرار گرفته و پس از مجروح شدن، با ۳۰ ضربه چاقو سلاخی شد.[۴۸][۴۹][۵۰] او به اتهام «توهین به مقدسات»، «توهین به بنیانگذار جمهوری اسلامی»، «توهین به رهبری» و «فعالیت تبلیغی علیه نظام»، به ۸ سال حبس تعزیری محکوم شده بود.[۵۱]
2. سعید سلطان‌پور؛ روزنامه‌نگار، شاعر و نمایشنامه‌نویس چپ‌گرایی که در دهه ۶۰ توسط حکومت جمهوری اسلامی تیرباران شد.[۵۲][۵۳]
3. شاهرخ زمانی؛ کمونیست و یک فعال کارگری و زندانی سیاسی بود که در پنجمین سال حبس بدون مرخصی خود، در زندان جمهوری اسلامی درگذشت. وی در سال ۱۳۹۰ به اتهام تلاش برای تشکیل سندیکای کارگری، به ۱۱ سال زندان، محکوم شده بود. او مدتی در سلول انفرادی بوده و نیز اعتصاب غذا هم کرده بود. وی حتی برای ازدواج دخترش و درگذشت مادرش هم، اجازهٔ مرخصی نیافت. شاهرخ زمانی در گذشته نیز به دلیل فعالیت‌های سیاسی کارگری‌اش ۱۸ ماه، زندانی شده بود.[۵۴]

#### آمار کشته‌شدگان
در برخی از منابع رسمی، آمار ترورشدگان عقیدتی و سیاسی در پروژه قتل‌های زنجیره‌ای ایران را از ۳۰۰ (سیصد) تا بیش از ۱۰۰۰ (هزار) تن دانسته‌اند که ۱۸۰ تن از آن‌ها فقط از سال ۱۳۶۹ تا ۱۳۷۷ ترور و کشته شده‌اند.

### احضار، بازداشت، زندان و شکنجه
«شلاق می‌زدند که نماز بخوانیم.»
عفت ماهباز، زندانی سیاسی در دهه ۱۳۶۰

در نظام جمهوری اسلامی ایران زندانیان عقیدتی و سیاسی، به‌گونه سیستماتیک، شکنجه شده و حقوق انسانی‌شان نقض می‌شود.
1. علی دشتی توسط حکومت جمهوری اسلامی به دلیل نوشتن کتاب ۲۳ سال شکنجه شده و به اعدام، محکوم شد؛[۵۸] ولی در بیمارستان درگذشت.
2. سهیل عربی وبلاگ‌نویس ایرانی، به اتهام اهانت به مقدسات اسلامی از طریق مدیریت صفحاتی در فیس بوک به اعدام محکوم شد.[۵۹][۶۰][۶۱]
3. کیومرث مرزبان، نویسنده، طنزپرداز، فیلم‌ساز، کنشگر سیاسی و نیز زندانی عقیدتی و سیاسی در ۴ شهریور ۱۳۹۷ به دست مأموران سازمان اطلاعات سپاه پاسداران انقلاب اسلامی دستگیر شد و به اتهام توهین به مقدسات (سب النبی و اهانت به دین اسلام؛ ۷ سال و ۶ ماه حبس)، فعالیت تبلیغی بر ضد نظام (۱ سال و ۶ ماه حبس)، توهین به خمینی و خامنه‌ای (۳ سال حبس)، توهین به مسئولان سه قوهٔ نظام (۹ ماه حبس) و ارتباط با دولت (ایالات متحده آمریکا) و رسانه‌های متخاصم (از جمله، رادیو فردا، شبکهٔ تلویزیونی من و تو…؛ ۱۱ سال حبس)، به ۲۳ سال و ۹ ماه حبس و نیز ۲ سال ممنوعیت خروج از کشور، ۲ سال محروم از استفاده از شبکه‌های اجتماعی، ۲ سال محروم از فعالیت رسانه‌ای محکوم شد. سرانجام، حکم وی به ۶ سال حبس، کاهش یافت.[۶۲][۶۳][۶۴][۶۵][۶۶][۶۷][۶۸][۶۹][۷۰][۷۱][۷۲][۷۳][۷۴][۷۵][۷۶][۷۷][۷۸][۷۹][۸۰][۸۱][۸۲]
4. در ۹ ژوئن ۲۰۰۹، خواننده، محسن نامجو در یک دادگاه غیابی، به پنج سال زندان برای استهزا قرآن در یک ترانه محکوم شد.[۸۳]
5. مهرداد نشاطی ملکیانس، زندانی عقیدتی-سیاسی‌ای که ارمنی بود؛ ولی بعدها کمونیست (عضو سازمان چریک‌های فدایی خلق) شد، با شلاق، شکنجه می‌شد تا نماز بخواند.[۸۴]
6. سینا دهقان، به اتهام سب النبی در شبکهٔ اجتماعی لاین، به اعدام محکوم شد.[۸۵][۸۶][۸۷] مشکلات او با حکومت از زمانی شروع شد که وی تصمیم می‌گیرد یک کانال در لاین برای نوشتن ایده‌های خود در نقد اسلام و قرآن ایجاد کند. سپس ماجرایی برای او اتفاق می‌افتد:  ۲۱ اکتبر ۲۰۱۵ بود و من از مرکز آموزش خدمت سربازی به خانه برمی‌گشتم، جایی که در میانه راه، توسط سازمان اطلاعات ایران (اطلاعات سپاه) دستگیر شدم تا مرا به زندان مرکزی اراک بفرستند. پس از شکنجه و بازجویی طولانی تحت فشار شدید، آن‌ها مرا مجبور به اعتراف به اقدامات خود کردند و آن‌ها مرا به مجازات اعدام محکوم کردند.او تا هنگام اجرای کیفر اعدام، در زندان به سر می‌برد.[۸۸] سینا دهقان، مثل دو دوست همفکر بازداشت‌شده‌اش یعنی محمد نوری (محکوم به اعدام) و سحر الیاسی (محکوم به حبس) آتئسیت است؛ ولی در برخی رسانه‌ها به اشتباه، اعلام شد که نوکیش مسیحی[۸۹] هستند.[۹۰]

### مزاحمت و ممنوعیت فرهنگی، سیاسی، اجتماعی و اقتصادی
انسانهای دین‌ناباور (فرادینی)، مانند پیروان دین‌های غیر کتابی، از جهت قانونی، حق تحصیل در دانشگاه را ندارند.

#### انقلاب فرهنگی
حکومت جمهوری اسلامی در راستای اسلامی‌سازی دانشگاه‌ها، از سال ۱۳۵۹ تا ۱۳۶۲ به اخراج و سرکوب حتی خونین دانشگاهیان ایران پرداخت که در پی آن، دانشگاه‌های سراسر کشور تا چند سال، تعطیل شدند و دانشجویان و استادان (دگراندیش، چپ (کمونیست)، بهائی... و هوادار حکومت پهلوی)، از دانشگاه‌ها اخراج شدند. در این رخداد، سه تن از دانشجویان، کشته شده و صدها تن نیز زخمی گشتند.

#### موارد دیگر
1. در مه ۲۰۱۲، شاهین نجفی، خواننده و شاعر به دلیل خواندن ترانه نقی با واکنش‌هایی از سوی ملاهای وابسته به حکومت جمهوری اسلامی، روبه‌رو شد. برخی از مراجع تقلید، وی را مرتد و ترانه‌اش را مصداق «ساب النبی» اعلام کردند.[۹۳][۹۴][۹۵][۹۶]

## نقض حقوق متهمان به کفر و ارتداد
کسانی که در این بخش، نامشان آمده، مسلمانانی هستند که دربارهٔ روی‌گردانی‌شان از اسلام، قطعیتی وجود ندارد و از سوی حکومت جمهوری اسلامی، به کفر و ارتداد، متهم شده‌اند.

### اعدام، ترور و ناپدید شدن
1. حبیب‌الله آشوری، دانش‌آموخته‌ای حوزوی که به اتهام ارتداد و انتشار کتاب «توحید» و نیز مخالفت با حکومت جمهوری اسلامی، اعدام شد.[۹۷][۹۸]
2. محسن امیراصلانی زنجانی، روان‌شناسی که به دلیل ایجاد طریقه و نیز خرافی دانستن زنده ماندن یونس در شکم ماهی، اعدام شد.[۹۹]

### احضار، بازداشت، زندان و شکنجه
1. حسن یوسفی اشکوری، دانش‌آموخته‌ای حوزوی که به حکم دادگاه ویژه روحانیت تهران، به اتهام دیدگاه متفاوتش دربارهٔ قرآن، به ارتداد و اعدام، محکوم شد؛ ولی حکمش به هفت سال حبس، کاهش یافت.[۱۰۰][۱۰۱]
2. گلرخ ایرایی، فعال مدنی و فعال حقوق بشر، به اتهام توهین به مقدسات (نوشتن داستانی ناتمام بر ضد سنگسار) و تبلیغ بر ضد حکومت جمهوری اسلامی به ۶ سال حبس محکوم شد.[۱۰۲][۱۰۳]
3. سید هاشم آقاجری، استاد دانشگاه، به اتهام اهانت به سران اسلام و مراجع تقلید شیعه، به اعدام محکوم شد؛ هر چند حکمش بعدها کاهش یافت.[۱۰۴] برخی از فقیهان هوادار نظام جمهوری اسلامی مانند محمدتقی مصباح یزدی، خواستار اعدام او شدند.[۱۰۵]
4. محمدعلی طاهری به حکم دادگاه انقلاب و به اتهام ارتداد، به اعدام محکوم شد.[۱۰۶]؛ البته حکمش بعدها کاهش یافت.
5. پیمان فتاحی نیز به اتهام اعتقادی، چند بار، بازداشت و زندانی (و شکنجه) شد.[۱۰۷]
6. امیرحسین میراسماعیلی، خبرنگار روزنامه جهان صنعت، به اتهام توهین کننده به مقدسات و به عنوان خبرنگار هتّاک، مدتی بازداشت شده بود.[۱۰۸]
7. پویان خوشحال؛ خبرنگار روزنامه ابتکار در گزارش خود، دربارهٔ حسین بن علی، به جای واژهٔ «شهادت»، واژهٔ «درگذشت» را به کار برده بود و همین مسئله، به بازداشت او انجامید.[۱۰۹]
8. فاطمه مهاجری، مادر ویدا (وحیده) ربانی، روزنامه‌نگار بازداشت‌شده در جریان خیزش ۱۴۰۱ ایران، در نامه‌ای به رئیس قوه قضاییه از «قضاوت‌های سلیقه‌ای» و محکوم شدن فرزندش به «۱۱ سال» حبس انتقاد کرد و گفت که «قلبم به درد، و فریادم به آسمان برآمده است.» او گفت که قاضی، دخترش را با استناد به انتشار شعری از یک شاعر افغانستانی - که «بوسه را به نماز، تشبیه کرده» - مصداق «توهین به مقدسات» دانسته و محاکمه کرده‌است.[۱۱۰]

## نوکیشان
همه کسانی که از دین اسلام، روی‌گردان شوند (مرتدان) حکمشان اعدام است.
در آیه ۵۴ سوره بقره (فَاقْتُلُوا أَنفُسَکُمْ…؛ و نیز در روایات اسلامی) حکم کشتن مرتد آمده‌است.
حکم کشتن انسان مرتد، هم در دوره محمد و هم در دوره علی بن ابی‌طالب و هم در دوره‌های بعد، اجرا شده‌است.
بیشتر فقیهان اسلامی قائل به وجوب قتل مرتد هستند.

## نقض حقوق نوکیشان

### اعدام، ترور و ناپدید شدن

#### کشتار نوکیشان در جریان قتل‌های زنجیره‌ای
1. حسین سودمند نخستین کشیش ایرانی که در دورهٔ معاصر به اتهام اعتقادی، اعدام شد. وی در دوران خدمت سربازی به مسیحیت گرَوید و پس از انقلاب اسلامی به زندان افتاد و پس از سال‌ها در بند بودن و پایداری بر عقیدهٔ خود، در ۳ دسامبر ۱۹۹۰ در مشهد، اعدام شد.
2. مهدی دیباج به دلیل گرویدن به مسیحیت، در ۱۹۹۴ توسط تیم ترور قتل‌های زنجیره‌ای کشته شد.

#### موارد دیگر
1. قربان دردی تورانی معروف به قربان توری، مسلمان‌زاده ایرانی‌ای بود که به مسیحیت تغییر دین داد و سرانجام در دوره جمهوری اسلامی، به همین دلیل کشته شد.

### احضار، بازداشت، زندان و شکنجه
1. مریم رستم‌پور و مرضیه امیرزاده، در ایران، به تاریخ ۱۵ اسفند ماه ۱۳۸۷ (۵ مارس ۲۰۰۹) به دلیل ارتداد، دستگیر شدند[۱۱۵][۱۱۶][۱۱۷] که با فشار جامعه بین‌المللی، پس از ۲۵۹ روز حبس، آزاد شدند.
2. حمید پورمند؛ مسلمان‌زاده‌ای بود که به مسیحیت گروید و به دلیل ارتداد، بازداشت و زندانی شد.
3. یوسف ندرخانی در سال ۱۳۸۸ بازداشت و به اتهام ارتداد (گرویدن از اسلام به مسیحیت) به اعدام محکوم شد؛[۱۱۸][۱۱۹][۱۲۰][۱۲۱][۱۲۲] هر چند بر اثر فشار و واکنش‌های بین‌المللی، حکمش کاهش یافت.
4. سعید عابدینی؛ نوکیش مسیحی.
5. آقای م. صفری مقدم؛ در سال ۸۳ در دادگاهی در استان اصفهان، محاکمه شد و حکم صادره از دادگاه به دلیل ارتباط با کلیساهای خارج از ایران و تبلیغ علیه نظام، در سایه بی‌خبری و نبودن وکیل و سازمان حقوق بشری، محکوم به هشتاد و دو ضربه شلاق و نیز چهار سال تبعید شد.
6. در ۲۷ بهمن ۱۴۰۰ دو نوکیش مسیحی به‌نام‌های هادی رحیمی به تحمل چهار سال زندان و سکینه بهجتی نیز به دو سال زندان، صرفاً بر پایه اعتقادات دینی‌شان و به اتهام «عضویت در گروه یا دسته‌ها با هدف برهم زدن امنیت کشور» محکوم شدند.[۱۲۳]

## روش‌های نقض حقوق

### شرکت در مراسم دینی به عنوان کیفر
در دورهٔ حکومت جمهوری اسلامی، سابقهٔ محکومیت افراد به شرکت در مراسم دینی وجود داشته‌است. در آذر ۱۳۹۹، یک شاعر ایرانی به نام ابوالحسن کمالی، با شکایت سازمان اطلاعات سپاه پاسداران انقلاب اسلامی و با حکم دادگاه انقلاب یاسوج، به هفت ماه زندان در خانه با پابند الکترونیکی و شرکت در مراسم‌های مذهبی (با تأیید روحانی مسجد) محکوم شد. اتهامات وی، «توهین به مقدسات و نشر اکاذیب» بوده‌است.

## فتوای ارتداد و قتل بر ضد دگراندیشان
- ناصر مکارم شیرازی در پاسخ به استفتایی دربارهٔ کتاب قرآن محمدی اکبر گنجی، گنجی را مرتد و ناپاک خوانده‌است.[۱۲۵]
- محمد فاضل لنکرانی در پاسخ به استفتای برخی از مقلدانش فتوای قتل دو روزنامه‌نگار دگراندیش کشور آذربایجان به نام‌های رافق تقی (پزشک) و سمیر صداقت اوغلو را صادر کرد.[۱۲۶]

البته رافق تقی سرانجام، ترور و کشته شد.

## آمار دین‌ناباوران در ایران
در دوره نظام جمهوری اسلامی ایران به دلیل استفاده از دین برای سرکوب معترضان (و دلایلی دیگر)، دین‌ناباوری از جمله، اسلام‌گریزی مانند سونامی در میان جوانان ایرانی افزایش یافته‌است.
بر پایهٔ برخی از آمارها، نزدیک به ۵۰ درصد از جمعیت ایران در نظام جمهوری اسلامی ایران، دین‌ناباور (اعم از: خداناباور، انسانیت‌گرا، ندانم‌گرا، معنویت‌گرا و عرفان‌گرای دین‌ناباور…) شده‌اند.

## فهرست نام‌های برخی از ایرانیان کشته شده به دلیل تفاوت عقیده
برخی از ایرانیان به دلیل روشنگری و نگارش کتاب... در نقد اسلام و نظام جمهوری اسلامی ایران، توسط مأموران سپاهی و امنیتی جمهوری اسلامی، ترور و کشته شده‌اند که نام برخی از آنان در جدول زیر، یادآوری می‌شود.
| ردیف | رخ‌نگاره      | نام                               | زادروز          | جای زادروز             | تاریخ کشته شدن           | جای کشته شدن           | دلیل کشته شدن                                                                      |  |
| ---- | ------------ | --------------------------------- | --------------- | ---------------------- | ------------------------ | ---------------------- | ---------------------------------------------------------------------------------- |  |
| ۱    |              | علی دشتی                          | ۱۱ فروردین ۱۲۷۶ | کربلا (عراق)           | ۲۵ دی ۱۳۶۰               | تهران (ایران)          | محکوم به اعدام توسط نظام جمهوری اسلامی ایران (درگذشت در بیمارستان پس از شکنجه شدن) |  |
| ۲    |              | فرود فولادوند (فتح‌الله منوچهری)   | ۵ آذر ۱۳۲۰      | شاهوله لرستان ([ایران) | (ناپدید شده:) ۲۷ دی ۱۳۸۵ | ترکیه                  | ربوده و ناپدید شدن به دست نیروهای امنیتی حکومت جمهوری اسلامی در بیرون از ایران     |  |
| ۳    |              | پیروز دوانی                       | ۳ اردیبهشت ۱۳۴۰ | کازرون (ایران)         | ۱۳۷۷                     | تهران (ایران)          | کشته شدن به شیوهٔ دردناک؛ جزو کشتگان جریان قتل‌های زنجیره‌ای ایران                    |  |
| ۴    |              | محمدجعفر پوینده                   | ۱۷ خرداد ۱۳۳۳   | اشکذر یزد (ایران)      | ۱۸ آذر ۱۳۷۷              | شهرستان شهریار (ایران) | کشته شدن به شیوهٔ دردناک؛ جزو کشتگان جریان قتل‌های زنجیره‌ای ایران                    |  |
| ۵    |              | محمد مختاری                       | ۱ اردیبهشت ۱۳۲۱ | مشهد ([ایران)          | ۱۲ آذر ۱۳۷۷              | تهران (ایران)          | کشته شدن به گونهٔ دهشتناک؛ جزو کشتگان جریان قتل‌های زنجیره‌ای ایران                   |  |
| ۶    |              | فریدون فرخزاد (برادر فروغ فرخزاد) | ۱۵ مهر ۱۳۱۵     | تهران (ایران)          | ۱۶ مرداد ۱۳۷۱            | بن آلمان               | سلاخی شدن به گونهٔ دهشتناک به دست برخی از عوامل امنیتی حکومت جمهوری اسلامی          |  |
| ۷    | بدون رخ‌نگاره | بیژن فاضلی (فرزند رضا فاضلی)      | -               | (ایران)                | ۲۸ مرداد ۱۳۶۵            | لندن بریتانیا          | ترور و کشته شدن به دست نیروهای امنیتی حکومت جمهوری اسلامی و به وسیلهٔ بمب           |  |

## دین‌ناباوران و نوکیشان مخالف با جمهوری اسلامی

### دین‌ناباوران (اعم ازخداناباورودادارباور)
فهرست نام‌های برخی از اشخاص فرادینی‌شدهٔ مخالف با حکومت جمهوری اسلامی (به ترتیب حروف الفبا):
1. مینا احدی، کنشگر سیاسی؛
2. افشین الیان، حقوق‌دان، نویسنده و شاعر؛
3. مسعود انصاری، نویسنده، مترجم، حقوق‌دان و سیاست‌دان؛
4. رضا براهنی، شاعر، رمان‌نویس و منتقد ادبی؛
5. بهروز بوچانی، روزنامه‌نگار و نویسنده؛
6. محمدجعفر پوینده، جامعه‌شناس، نویسنده و مترجم؛
7. فریدون تنکابنی؛ داستان‌نویس و طنزپرداز؛
8. احسان جامی، کنشگر فرهنگی و سیاسی؛
9. صادق چوبک، رمان‌نویس، نمایش‌نامه‌نویس و مترجم؛
10. شاپی خرسندی (فرزند هادی خرسندی)، هنرمند، طنزپرداز و شاعر؛
11. هادی خرسندی، هنرمند، طنزپرداز و شاعر؛
12. اسماعیل خویی؛ فیلسوف، شاعر، نویسنده و مترجم؛
13. علی دشتی، نویسنده، ادیب و سیاستمدار؛
14. پیروز دوانی، کنشگر سیاسی؛
15. آرامش دوستدار، فیلسوف و نویسنده؛
16. اشرف دهقانی، کنشگر سیاسی؛
17. بهرام رحمانی، نویسنده؛
18. علیرضا رضایی (طنزپرداز)، نویسنده و هنرمند؛
19. لطف‌الله روزبهانی؛ نویسنده و پژوهشگر؛
20. فرج سرکوهی، نویسنده و منتقد ادبی؛
21. احمد شاملو، نویسنده، فرهنگ‌نویس، ادیب و شاعر؛
22. شجاع‌الدین شفا، نویسنده، مترجم و پژوهشگر؛
23. علیرضا شیرمحمدعلی، وبلاگ‌نویس؛
24. سهیل عربی، وبلاگ‌نویس؛
25. راضیه غلامی شعبانی، نویسنده؛
26. بیژن فاضلی (فرزند رضا فاضلی)؛
27. رضا فاضلی، نویسنده، مجری، هنرمند و کنشگر سیاسی؛
28. فریدون فرخزاد (برادر فروغ فرخزاد)، شاعر و هنرمند؛
29. فرود فولادوند، هنرمند و کنشگر سیاسی؛
30. سیاوش کسرایی، شاعر، نویسنده، کنشگر سیاسی؛
31. اشکان کوشانژاد، هنرمند؛
32. هوشنگ گلشیری، رمان‌نویس؛
33. محمد مختاری، نویسنده؛
34. کیومرث مرزبان، نویسنده؛
35. ژیلا مساعد، نویسنده و شاعر؛
36. محسن نامجو، هنرمند؛
37. شاهین نجفی، هنرمند؛
38. مریم نمازی، کنشگر سیاسی؛
39. آرمین نوابی، نویسنده؛
40. اسماعیل نوری‌علا، نویسنده؛
41. محمدرضا نیکفر، فیلسوف و نویسنده.